# Kung Fu Factory

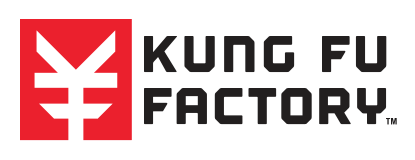
Logotipo da Kung Fu Factory

Kung Fu Factory é uma produtora de videojogos independente situada em Los Angeles, Califórnia nos Estados Unidos. A empresa foi anteriormente conhecida como Just Games Interactive, desenvolveu Mortal Kombat: Unchained e Mortal Kombat: Armageddon para Wii, e trabalhou em UFC Undisputed 2009. Kung Fu Factory é a primeira third party a desenvolver um jogo Mortal Kombat. A empresa lançou vários jogos móveis, incluindo SpongeBob Moves In, Teenage Mutant Ninja Turtles: Rooftop Run e Adventure Time: Card Wars. 

## Jogos

### Smartphones
- Card King: Dragon Wars (2015) [5]
- Pirate Bash (2014) [6]
- Adventure Time: Card Wars (2014) [7]
- Slot Revolution (2013) [8]
- Domo Jump (2013) [9]
- Teenage Mutant Ninja Turtles: Rooftop Run (2013) [10][11]
- SpongeBob Moves In (2013) [12]

### Consolas
- Spartacus Legends (2013) [13]
- Bellator: MMA Onslaught (2012) [14]
- Girl Fight (2012) [15][16]
- Supremacy MMA: Unrestricted (2012) [17]
- Supremacy MMA (2011)
- UFC Undisputed 2009 [18]
- Mortal Kombat: Unchained
- Mortal Kombat: Armageddon
- Cruis'n